# 钵谷站
鉢谷站（：／ Balgok yeok */?）是議政府輕軌的起點車站，位於韓國京畿道議政府市新谷洞。

## 車站結構
站體為2面2線側式月台的高架車站，候車月台設有月台幕門。然而西側月台平常並未開放使用，因此站體實際上為1面1線的單邊側式月台。

### 月台配置
| 起終點站 |
| \| 東    |
| ↓ 回龍   |

| 月台 | 路線          | 目的地                                               |
| ---- | ------------- | ---------------------------------------------------- |
| 西側 | ●議政府輕電鐵 | 未使用                                               |
| 東側 | ●議政府輕電鐵 | 回龍、輕電鐵議政府、東梧、塔石、複合文化融合園區方向 |

## 歷史
- 2012年7月1日：落成啟用。

## 車站周邊
- 鉢谷中學
- 鉢谷近鄰公園
- 長岩洞居民中心
- 新谷1洞居民中心
- 現代2期公寓
- 長岩東亞公寓

## 相鄰車站
議政府輕軌交通
●議政府輕電鐵
鉢谷（U110）－回龍（U111）